# Ruthie Bolton
Alice Ruth Bolton, già coniugata Holifield, detta Ruthie (Lucedale, 25 maggio 1967), è un'ex cestista e allenatrice di pallacanestro statunitense, professionista nella WNBA.

## Palmarès
- All-WNBA First Team (1997)